# Yannick Peinke
Yannick Peinke est un joueur international allemand de rink hockey. Il évolue, en 2015, au sein du IGR Remscheid.

## Palmarès
En 2015, il participe au championnat du monde de rink hockey en France.